# Bartłomiej Bąk
Bartłomiej Bąk, pseudonim Pitbull (ur. 1980 w Więcborku) – polski trójboista siłowy i strongman.
Wicemistrz Polski Strongman Harlem 2009.

## Życiorys
Bartłomiej Bąk z sukcesami trenował trójbój siłowy. Następnie rozpoczął treningi jako siłacz. Uczestniczył w Pucharze Polski Strongman 2004, Pucharze Polski Strongman 2006, Pucharze Polski Strongman 2007, Pucharze Polski Strongman 2008 i Pucharze Polski Strongman: Eliminate Your Opponent Cup 2009.
Wziął udział w Drużynowych Mistrzostwach Świata Strongman 2006, Mistrzostwach Polski Strongman 2006 i Mistrzostwach Polski Strongman 2008, jednak nie zakwalifikował się do finałów.
Mieszka w Katowicach.
Wymiary:
- wzrost 182 cm
- waga 120 – 128 kg
- biceps 53 cm
- klatka piersiowa 130 cm

Rekordy życiowe:
- przysiad 350 kg
- wyciskanie 250 kg
- martwy ciąg 350 kg

## Sukcesy sportowe
- 12.04.2002 – 1. miejsce – debiut w zawodach trójboju siłowego na imprezie akademickiej w kategorii 110 kg z wynikiem 660 kg,
- 28.04.2002 – 1. miejsce na Mistrzostwach Polski Politechnik w trójboju siłowym,
- 05.05.2002 – 1. miejsce na Mistrzostwach Polski Juniorów w trójboju siłowym,
- 20.10.2002 – 3. miejsce na Mistrzostwach Polski Juniorów w wyciskaniu sztangi leżąc,
- 13.04.2003 – 1. miejsce na Mistrzostwach Polski Juniorów w trójboju siłowym,
- 15.06.2003 – 3. miejsce na Mistrzostwach Europy Juniorów w trójboju siłowym,
- 14.09.2003 – 4. miejsce Mistrzostwa Świata Juniorów w Trójboju Siłowym, Kościan,
- 4.10.2003 – 1. miejsce w Pucharze Polski w Trójboju Siłowym Kielce (4 rekordy polski juniorów – przysiad 335 kg, wyciskanie 225 kg, martwy ciąg 315 kg i w trójboju 875 kg)
- 26.10.2003 – 1. miejsce Mistrzostwa Polski Juniorów i Juniorek w Wyciskaniu Leżąc, Ryki (225 kg)
- 18.12.2004 – 1. miejsce Mistrzostwa Śląska Szkół Wyższych w Trójboju Siłowym
- 16.04.2005 – 1. miejsce Akademickie Mistrzostwa Śląska

## Osiągnięcia strongman
- 2004
- 22.02.2004 – eliminacje do Pucharu Polski Olsztyn 8. miejsce – rezerwowy.
- 26.06.2004 – 5. miejsce – debiut strongman -PP Grudziądz
- 2005
- 12.03.2005 – 1. miejsce Kraków,
- 22.05.2005 – 1. miejsce Niemcza,
- 26.05.2005 – 1. miejsce Ciechanów,
- 19.06.2005 – 1. miejsce Kwidzyn,
- 2.07.2005 – 2. miejsce Raciąż,
- 15.07.2005 – 1. miejsce Radków,
- 07.08.2005 – 3. miejsce Żory,
- 15.08.2005 – 2. miejsce Zabrze,
- 08.10.2005 – 1. miejsce Ruda Śląska,
- 16.10.2005 – 3. miejsce Jastrzębie Zdrój.
- 2006
- 23.04.2006- 2. miejsce eliminacje do Pucharu Polski Gdynia
- 15.06.2006 – 1. miejsce Mława
- 09.07.2006 – 3. miejsce Jarosławiec
- 03.08.2006 – udział w drużynowych Mistrzostwach Świata Kijów – Ukraina
- 16.08.2006 – 3. miejsce Międzynarodowe Mistrzostwa Par Strongman i Strongwoman Ruda Śląska
- 09.09.2006 – 2. miejsce Bytom
- 17.09.2006 – 2. miejsce Kraków
- 24.09.2006 – 2. miejsce Łódź
- 01.10.2006 – 2. miejsce Inowrocław
- 2007
- 11.03.2007 – 3. miejsce Krosno
- 29.04.2007 – 2. miejsce eliminacje do Pucharu Polski Biała Rawska
- 27.05.2007 – 6. miejsce Grodzisk Mazowiecki
- 09.06.2007 – 6. miejsce Radom
- 08.07.2007 – 8. miejsce Szczecinek
- 27.07.2007 – 6. miejsce Katowice
- 18.08.2007 – 7. miejsce Bytów
- 08.09.2007 – 7. miejsce Strzegom Mistrzostwa Polski
- 11.11.2007 – 6. miejsce Grand Prix Brno – Słowacja
- 2008
- 03.05.2008 – 6. miejsce Miejska Górka
- 01.06.2008 – 7. miejsce Bartoszyce
- 15.06.2008 – 3. miejsce Świdnica
- 26.07.2008 – 4. miejsce Sosnowiec
- 16.08.2008 – Mistrzostwa Polski Częstochowa – odpadł w eliminacjach – kontuzja
- 14.09.2008 – 2. miejsce Bonas Cup Trencin – Słowacja
- 2009
- 01.05.2009 – 3. miejsce Szubin
- 04.07.2009 – 2. miejsce Puchar Europy Nitra – Słowacja
- 26.07.2009 – 1. miejsce Dziwnów
- 09.08.2009 – 1. miejsce Szczawno Zdrój
- 14.08.2009 – 2. miejsce Puchar Czech i Słowacji – Zilina
- 30.08.2009 – 3. miejsce Bielsko Biała
- 29.08.2009 – 4. miejsce Mistrzostwa Polski – Aneta Strong
- 05.09.2009 – 2. miejsce Mistrzostwa Polski – Harlem
- 08.09.2009 – 3. miejsce Mistrzostwa Polski StrongMan w formule Eliminate Your Opponent
- 2010
- 24.04.2010 – 4. miejsce Eliminacje do Pucharu Polski Harlem
- 01.05.2010 – 2. miejsce PP teamów Kutno
- 07.05.2010 – 1. miejsce Międzynarodowe Zawody Kranj – Słowenia
- 15.05.2010 – 5. miejsce Janowiec Wielkopolski
- 30.05.2010 – 3. miejsce Chociwel
- 13.06.2010 – 3. miejsce Stawiszyn
- 26.06.2010 – 3. miejsce Brodnica
- 27.06.2010 – 1. miejsce Resko
- 04.07.2010 – 3. miejsce Międzynarodowy Puchar Polski
- 29.07.2010 – 3. miejsce Jarosławiec
- 08.08.2010 – 2. miejsce Międzychód
- 14.08.2010 – 5. miejsce Mistrzostwa Polski – Harlem
- 2011
- 09.04.2011 – 3. miejsce Eliminacje Harlem –Janowiec Wielkopolski
- 02.05.2011 – 3. miejsce Łabiszyn – Pojedynek PL-CZ-SK
- 14.05.2011 – 3. miejsce Olsztyn – PP
- 11.06.2011 – 5. miejsce Puchar Słowacji – Plzen
- 24.07.2011 – 1. miejsce Ustronie Morskie TETA Eliminacje do Amateur Strongman World Championships 2012 i Amatorski Puchar Polski Strongman
- 30.07.2011 – 2. miejsce – Międzyzdroje IV Mistrzostwa Polski Strongman Amatorów i Eliminacje do Amateur Strongman World Championships 2012
- 19.08.2011 – 2. miejsce Puchar Slovanov – Słowacja
- 2012
- 04.03.2012 – 6. miejsce Columbus w stanie Ohio USA - Arnold Amateur Strongman World Championship
- 05.05.2012 – 3. miejsce Pabianice – I etap eliminacji do AASWC
- 09.06.2012 – 4. miejsce Caslav CZ - Pojedynek PL-CZ-SK-UKR
- 24.06.2012 – 1miejsce Garwolin – II etap eliminacji do AASWC
- 14.07.2012 – 5. miejsce Słupsk - III etap eliminacji do AASWC
- 28.07.2012 – 2. miejsce drużynowo – Kołomyja UKR - Pojedynek PL-CZ-SK-UKR
- 04.08.2012 – 2. miejsce Międzyzdroje – V Mistrzostwa Polski Amatorów
- 04.08.2012 – 2. miejsce Międzyzdroje – w eliminacjach do AASWC – finał.
- 10.08.2012 – 6. miejsce Zilina SK - Puchar Slovanov
- 01.09.2012 – Kosice SK – Optima Cup – Puchar Świata
- 08.09.2012 – 1. miejsce Gruzja – Mistrzostwa Europy World Strongman Federation
- 28-29.09.2012 - Trenčín SK - Meč Matúša Čáka
- 12-14.10.2012 – 2. miejsce Turcja -Denzili – Puchar Świata World Strongman Federation